# 量子ドットレーザー
量子ドットレーザー（りょうしドットレーザー）は、量子ドットを備えるレーザー。

## 概要
N型/P型半導体の間の層に挟まれたナノメートル(10億分の1メートル)サイズの量子ドットから光が放射される。
温度による影響が少なく、原理的には従来の半導体レーザーの10分の1という低消費電力。

## 用途
- 短距離伝送、高速通信等